# Homi Danchi
Homi Danchi (保見団地) é um complexo habitacional localizado no município de Toyota na província de Aichi no Japão. Foi construído em 1975 para os funcionários do grupo Toyota.

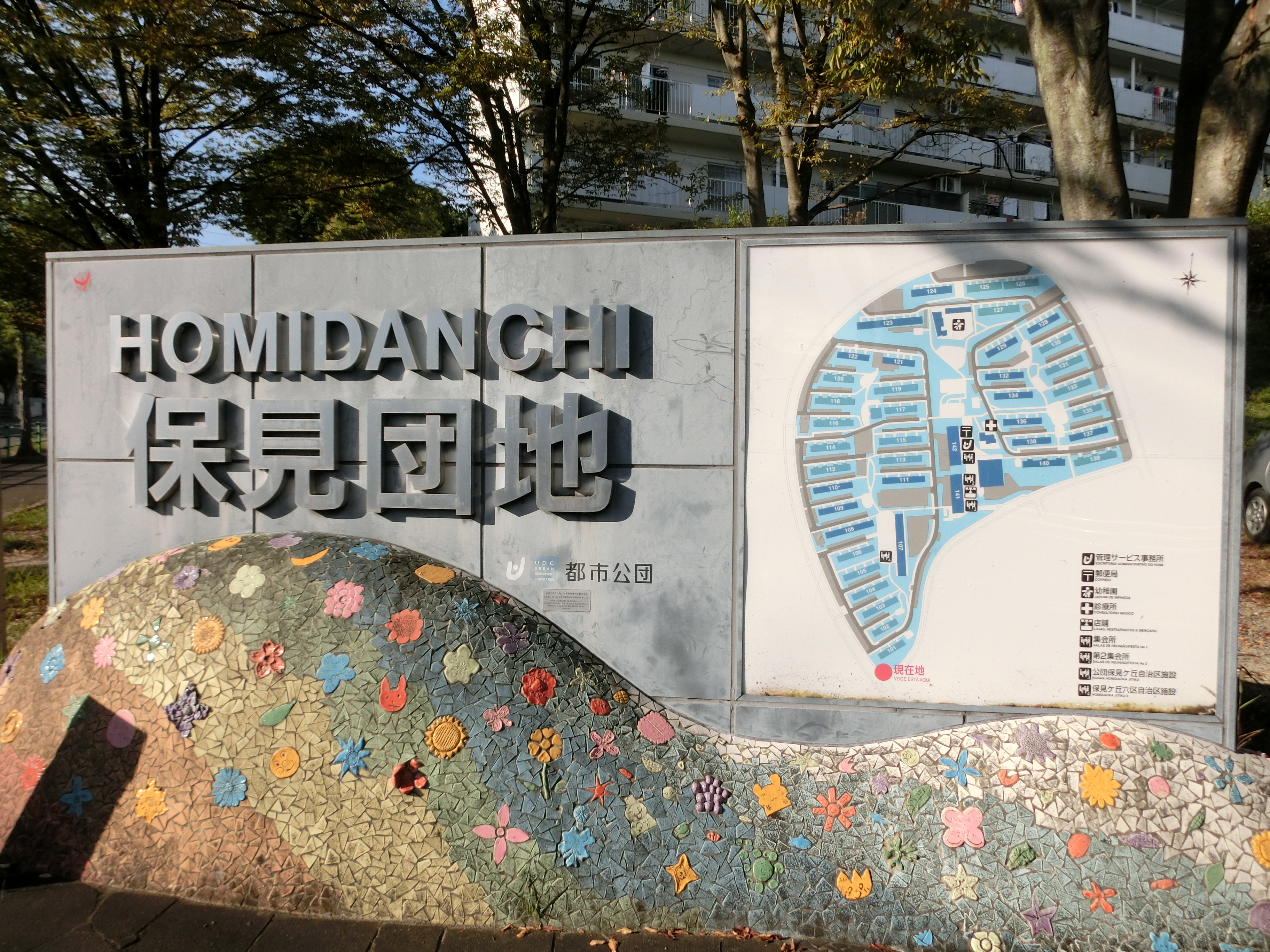
Homi Danchi

Em 2008, abrigava em torno de 9 mil habitantes, sendo estimado que cerca de 4 mil eram brasileiros. O Homi Danchi possui em seu interior placas sinalizadoras bilíngues, escritas em português-japonês, e um comércio voltado para o público brasileiro, oferecendo produtos brasileiros e diversos serviços em língua portuguesa.

## Facilidades em Homi Danchi

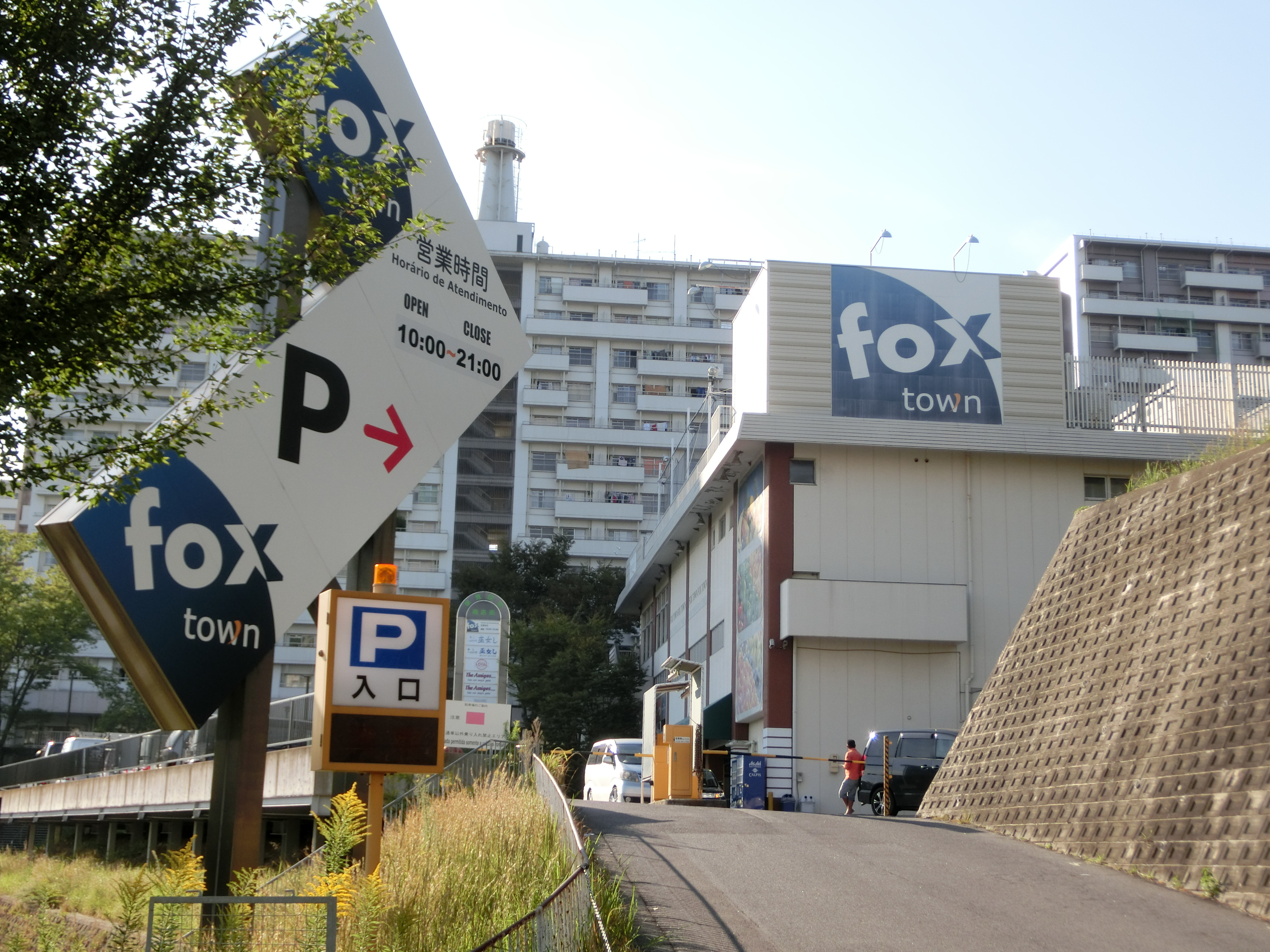
Fox Town

- Fox Town
  - Fox mart
  - Lanchonete e restaurante Tia Jô
  - Igreja Universal do Reino de Deus
- JABRAZ BARBER
- Escola Primária Municipal Toyota Higashi-homi [ja]
- Escola Primária Municipal Toyota Nishi-homi [ja]
- Jardim de Infância Homigaoka
- Praça Esportiva Homi